# لذت نقاشی
لذت نقاشی (به انگلیسی: The Joy of Painting) یک برنامه تلویزیونی آمریکایی با اجرای باب راس بود که به بینندگان تکنیک‌هایی برای نقاشی رنگ و روغن آموزش می‌داد. مقصود این نمایش نقاشی سریع نبود گرچه راس می‌توانست در نیم ساعت نقاشی را تمام کند، در عوض راس می‌خواست در زمان تخصیص‌داده‌شده بینندگان فنون خاصی را بیاموزند. تا ۱۹۹۴ یک سال قبل از مرگ راس، این برنامه ادامه یافت.
این برنامه در شبکه‌های بسیاری چون ت ر ت، شبکه ۴ و شبکه آموزش سیمای ایران به نمایش درآمد.
دوبلور اصلی باب راس در ایران کیکاووس یاکیده بود، دوبلر دیگر محمد طهان بود که نیمی از قسمت‌های این مجموعه با صدای او تحت عنوان سری جدید لذت نقاشی پخش شد.اما بعد از چند قسمت دیگر این برنامه پخش نشد.

## لذت  نقاشی
یک مجموعه نقیضه از لذت نقاشی تحت عنوان «ذِلَّتِ نقاشی» در مجموعه تلویزیونی خنده بازار از شبکه سه پخش‌شد که باب راس و نقاشی کشیدن او را به شوخی می‌گرفت.